# ميكي غونزاليس
ميكي غونزاليس (بالإسبانية: Miki González)‏ هو موسيقي بيروفي، ولد في 14 أبريل 1952 في مدريد في إسبانيا.

## وصلات خارجية
- ميكي غونزاليس على موقع ميوزك برينز (الإنجليزية)
- ميكي غونزاليس على موقع ديسكوغز (الإنجليزية)
- ميكي غونزاليس على موقع ديسكوغز (الإنجليزية)